# アイ・キャント・レット・ゴー
「アイ・キャント・レット・ゴー」（"I Can't Let Go"）はアル・ゴーゴニと、「恋はワイルド・シング」を作ったチップ・テイラーが共作した楽曲。「アイ・キャント・レット・ゴー」はブルー・アイド・ソウルの歌手イーヴィー・サンズがジョージ・ゴールドナーのブルー・キャット・レーベルでオリジナルを録音し、1965年にニューヨークで人気曲となっていた。この曲は1966年にホリーズによってカバーされて人気が出て、全英シングル・チャートで2位になった。リンダ・ロンシュタットは1980年にこの曲をカバーし、全米ビルボード・ホット100チャートで31位となった。

## ホリーズのバージョン

### 背景
「アイ・キャント・レット・ゴー」はホリーズの1966年1枚目のシングルであり、さらにオリジナルメンバーのベーシストだったエリック・ヘイドックが参加した最後のシングルとなった。イギリスでは2位となり、アメリカではビルボード・ホット100チャートで42位となった。1966年のイギリスで37番目のビッグ・ヒットにランク付けされている。ホリーズのバージョンは、コーラスパートでのグラハム・ナッシュのテナーがトランペットと思ったポール・マッカートニーに称賛されている。「アイ・キャント・レット・ゴー」の録音後、ヘイドックはバンドの次のシングル「バス・ストップ」で演奏したバーニー・カルヴァートと交代した。

### チャートでの成績
| チャート(1966年)                    | 最高 順位 |
| ----------------------------------- | --------- |
| 西ドイツ (Gfk Entertainment charts) | 30        |
| オランダ (Single Top 100)           | 20        |
| アイルランド (IRMA)                 | 6         |
| ニュージーランド (Listener)         | 9         |
| ノルウェー (VG-lista)               | 2         |
| 南アフリカ (Springbok)              | 14        |
| スウェーデン                        | 10        |
| イギリス (Record Retailer)          | 2         |
| イギリス (NME)                      | 1         |
| アメリカ (Billboard Hot 100)        | 44        |
| カナダ (RPM)                        | 44        |

## リンダ・ロンシュタットのバージョン

### 背景
リンダ・ロンシュタットはアメリカでの最も成功したカバーバージョンをプラチナ認定のアルバム『激愛』から1980年にリリースした。アルバムからの3枚目のシングルとしてリリースされ、ピーター・アッシャーのプロデュースでアサイラム・レコードから発売された。「アイ・キャント・レット・ゴー」のロンシュタットによるカバーは1980年の夏にキャッシュボックスのトップ100チャートで27位に、ビルボードのトップ100チャートで31位となった。

### チャートでの成績
| チャート (1980年)                                 | 最高 順位 |
| ------------------------------------------------- | --------- |
| アメリカ ビルボード Hot 100                       | 31        |
| アメリカ ビルボード Hot Adult Contemporary Tracks | 48        |
| アメリカ キャッシュボックス Top 100               | 27        |
| Canada RPM Top Singles                            | 30        |

## その他のバージョン
- ザ・ディッキーズ（英語版）はこの曲を "Can't Let Go" というタイトルで1998年の全曲カバーのアルバム Dogs from the Hare That Bit Us に収録した。
- レス・フラドキン（英語版）はこの曲を2006年のアルバム Goin' Back でカバーした。
- ジョージア州を拠点とするカバーバンドのフォクシズ・アンド・フォシルズ(Foxes and Fossils)はこの曲を地元の会場で演奏し、動画をユーチューブに投稿した[16]。